# Echinorhynchus truttae
Echinorhynchus truttae is een soort haakworm uit het geslacht Echinorhynchus. De worm behoort tot de familie Echinorhynchidae. Echinorhynchus truttae werd in 1788 beschreven door Schrank.